# Formica dolosa
Formica dolosa é uma espécie de formiga do gênero Formica, pertencente à subfamília Formicinae.